# Comtat de Gorízia

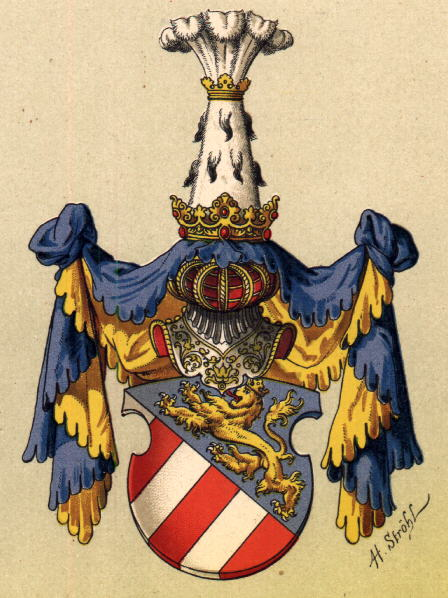
Escut dels comtes de Görz

El comtat de Gorízia (alemany: Grafschaft Görz; italià: Contea di Gorizia; eslovè: Goriška grofija; friulà: Contee di Gurize) fou una jurisdicció feudal del Sacre Imperi Romanogermànic al voltant de la ciutat de Görz, en l'actual Friül-Venècia Júlia, al nord-est d'Itàlia.

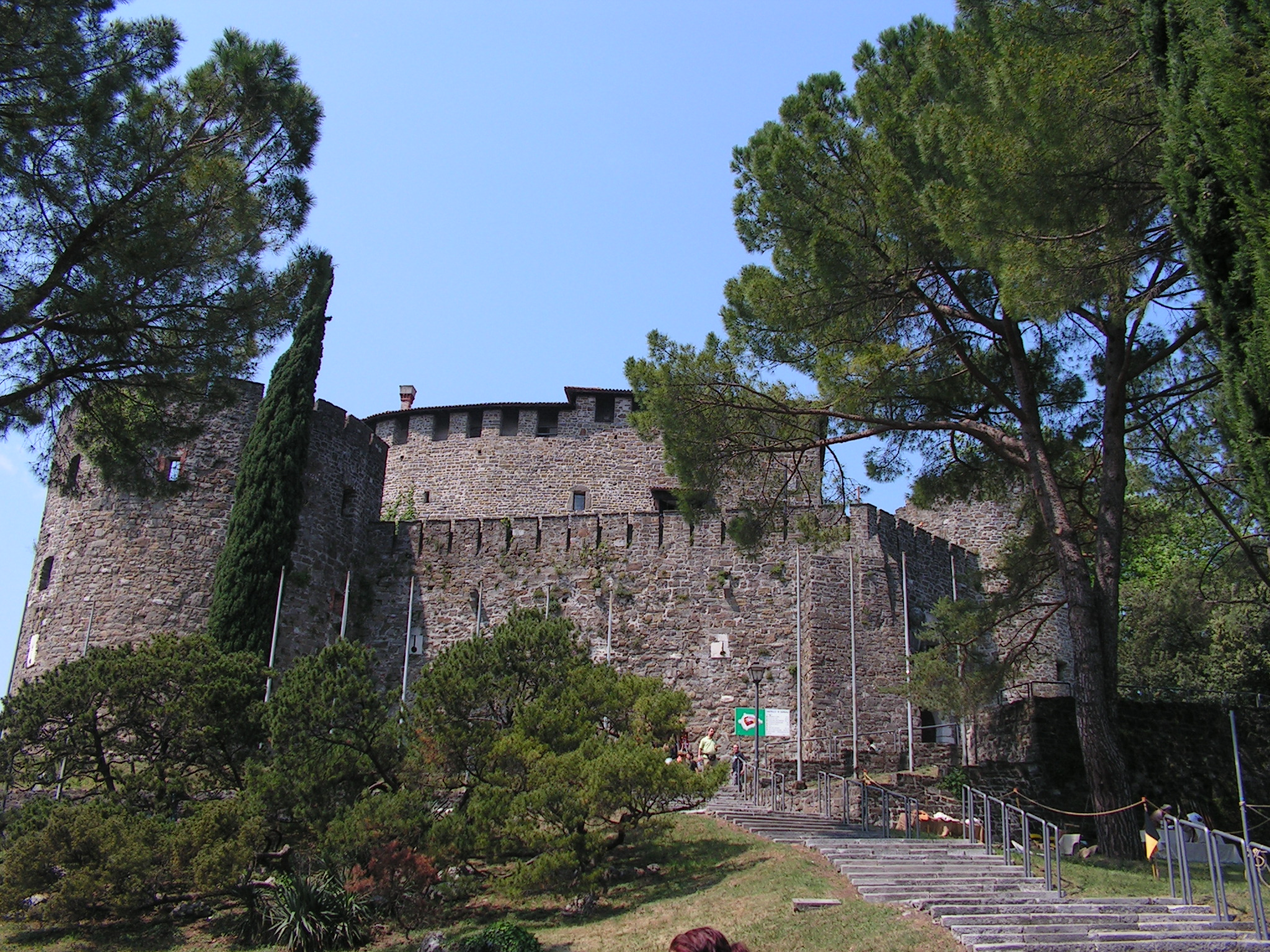
Castell de Görz

El comte Meinard, un descendent de la família noble bavaresa dels Meinardins, amb possessions prop de Lienz al Tirol, s'esmenta ja el 1107 com a vogt del Patriarcat d'Aquileia i va rebre en feu extenses terres i propietats a l'antiga marca de Friül, incloent la ciutat de Görz (Gorizia en italià), i des de 1127 es va titular comte de Gorizia (Gorízia). Les fronteres del comtat van canviar sovint als següents quatre segles, a causa de les freqüents guerres amb el patriarcat d'Aquileia i altres comtats, però, pel que fa a la subdivisió del territori es van mantenir dos nuclis principals: un al voltant del Drava superior prop de Lienz, l'altre centrat en Gorizia mateixa.
Descendent de Meinard, fou Meinard III, un seguidor de l'emperador Frederic II de Hohenstaufen, que va ser nomenat administrador d'Estíria el 1248. Va fer campanya al ducat de Caríntia, però va ser derrotat per les tropes del duc Bernat de Sponheim i el seu fill Felip arquebisbe de Salzburg, a la batalla de Greifenburg el 1252. No obstant això, el comtat va arribar al cim del seu poder, quan Meinard III va heretar el comtat de Tirol (com Meinard I de Gorízia-Tirol), del seu sogre Albert IV de Tirol, un any més tard.
El comte Meinard I de Gorízia-Tirol va morir el 1258, els seus fills, al principi van governar en comú fins que en 1271 es van repartir la seva herència: Mentre Meinard II va rebre les terres del Tirol a l'oest de la Val Pusteria, el seu germà Albert va conservar les terres hereditàries al voltant de Gorizia/Görz. Els comtes també van controlar la marca de Treviso (Marca Trevigiana) i les restes de la marca d'Istria al voltant de Pazin, encara que per poc temps. Després de la mort dd'Enric III, fill d'Albert, assassinat el 1323, el comtat va ser repartit en el nou comtat de Gorízia Interior a Görz i el comtat de Gorízia Exterior a Lienz. El 1365 el comte Meinhard VII de Gorízia, va ser nomenat "príncep" per l'emperador Carles IV de Luxemburg, i el comtat va ser anomenat llavors Gefürstete Grafschaft Görz (Principat-comtat de Görz o Gorízia). Els Meinardins van patir posteriorment una forta decadència a causa dels seus poderosos veïns, la República de Venècia i les terres austríaques de la dinastia dels Habsburg.
En 1429 el comtat va ser reunificada sota el govern únic del comte Enric V. L'últim comte de Gorízia, Leonard, va morir el 1500 i tot i les reclamacions plantejades per Venècia, d'acord amb un contracte d'herència del comtat, aquest va passar a Maximilià I d'Habsburg. Fins a 1747 Gorízia va formar un Estat Imperial del Sacre Imperi Romanogermànic governat pels arxiducs austríacs d'Àustria Interior com a part del Cercle d'Àustria, que hi delegaven un Capitano. El seu territori incloïa la vall superior del riu Isonzo a Aquileia, l'àrea de Cormons i Duino, i l'antiga fortalesa veneciana de Gradisca conquerida per les tropes imperials el 1511. El 1647 l'emperador Frederic III d'Habsburgo va separar de la Província de Gorízia la comarca de Gradisca per al seu cortesà Johann Anton von Eggenberg, fins que tots dos territoris es van fondre de nou el 1747 per formar el Principat-comtat de Gorízia i Gradisca.

## Comtes de Görz o Gorizia (Gorízia)
La dinastia probablement provenia de la família de la Franconia renana dels Sieghardings, que originalment descendien de la regió de Kraichgau al segle X i van governar al Chiemgau al ducat de Baviera. Un Siegharding de nom Meginard (o Meinard, + 1090) es documenta com un comte al gau bavarès de Pustertal (vall de Pustèria). El progenitor dels Meinardins, el comte Meinard I de Gorízia, i el seu germà Engelbert, comte palatí de Baviera, poden ser els seus fills. La dinastia va aparèixer per primera vegada al voltant del segle XI a Lienz i cenutry va guanyar l'ofici de vogt a la ciutat de Gorizia/Görz (Gorízia) al Patriarcat d'Aquileia.
El País de Tirol era ja en l'Alta Edat Mitjana una zona important de passos de muntanya per travessar cap als Alps centro-orientals, vitals per als emperadors del Sacre Imperi per arribar al Regne d'Itàlia. Els centres del poder imperial van ser inicialment dos principats-bisbats establerts per l'emperador Conrad II el 1027, Brixen (Bressanone) i Trent (Trento). Els bisbes eren els sobirans de molts sequaços semi-lliures feudataris (ministerials) i base nobiliària estesa en el temps amb els seus nombrosos castells principalment al sud del pas de Brenner. Una d'aquestes famílies nobles eren els comtes de Tirol, anomenatd així pel castell de Tirol, prop de la ciutat de Merano. Ràpidament van ascendir a batlles o vogts, que van exercir el poder judicial als bisbats de Trent i Brixen i, finalment, es va fer càrrec del poder civil al sud del ducat de Baviera després de la deposició del duc Welf Enric XII de Baviera el 1180. Un dels resultats de l'establiment dels nou governants va ser el sorgiment del comtat separat de Tirol, del nom del seu castell ancestral.
Entre 1253 i 1258 els comtes de Gorízia va assumir el poder al Tirol, a causa de l'extinció per línia masculina dels comtes de Tirol. El 1237 el comte Meinhard III de Gorízia s'havia casat amb Adelaida, filla del comte Albert IV del Tirol, que va morir el 1253 sense deixar hereus mascles, i d'aquesta manera podria reclamar la seva herència al Tirol (Meinard I de Gorízia-Tirol). El seu fill i successor el comte Meinard IV (Meinard II de Gorízia-Tirol) no només va ampliar el comtat, sinó que el va modelar en un país més homogeni. Així que es va crear una administració, que, segons els estàndards de l'època, només es pot qualificar d'exemplar. No obstant això, les tres àrees del país estaven massa allunyades una de l'altra com per ser governades per un sol comte, per la qual cosa es va decidir dividir la província el 1267/1271, quan Meinard IV (II) va cedir el comtat de Gorízia als descendents del seu germà petit. Els descendents d'Albert I, la línia de Gorízia de la dinastia Meinardina, van mantenir la seva residència a Gorízia, fins que la línia es va extingir el 1500. Els descendents de Meinard IV, que va ser comte de Tirol com Meinard II, va governar al Tirol fins a 1363
En 1286 Meinard IV (II) va rebre el govern del ducat de Caríntia i l'adjacent marca de Carniola del rei Rodolf I d'Alemanya, en agraïment pel seu suport contra el rei Ottokar II de Bohèmia. El seu fill Enric el 1306 es va casar amb Anna, la filla major del rei Venceslau II de Bohèmia i després de la sobtada mort del seu germà el rei Venceslao III en el mateix any fins i tot va pujar al tron de Bohèmia. No obstant això, va haver de fer front a les reclamacions plantejades per la branca dels Habsburg representada per Rodolf III sorgida d'Albert I d'Alemanya i a llarg termini cap dels dos podia resistir contra el comte Joan de Luxemburg que va esdevenir rei de Bohèmia el 1310. Com que el mateix Enric no va deixar hereus masculins a la seva mort en 1335, la casa d'Habsburg d'Àustria, Carintia i Carniola va heretar la branca de Gorízia-Tirol que es va fer efectiva el 1363. Els Habsburg va dominar aquestes terres fins al 1918. L'única filla supervivent d'Enric, Margarida "Maultasch" i el seu marit Joan Enric de Luxemburg van poder retenir el comtat del Tirol. El 1363 Margarida va cedir el comtat al duc Rodolf IV d'Habsburgo després que el seu únic fill amb el seu segon marit (Lluís V de Wittelsbach, duc de Baviera), el comte Meinard III de Gorízia-Tirol havia mort el mateix any.
Els comtes de Gorízia van ser a més a més els batlles/protectors (oficials de justícia) d'Aquileia. Són famosos en numismàtica com a editors de la primera moneda d'or alemanya, el "Zwainziger". El diplomàtic de renom i trobador Oswald von Wolkenstein era un súbdit dels comtes de Gorízia. La branca de Gorízia de la dinastia es va extingir l'any 1500, quan l'últim membre mascle de la família, Leonard, comte de Gorízia, va morir sense fills. Una branca aparent o il·legítima de la família foren els comtes de Stein. Després de la mort de Leonard, Gorízia els Habsburg es van convertir en els seus successors com a titulars de la ciutat de Lienz, al Tirol oriental.

## Llista de comtes de Görz o Gorízia i comtes de Tirol (Gorízia-Tirol)

### Comtes a Görz
- Meginard (+ vers 1090), de la casa dels Sigardings (Sighardings o Sigàrdides), comte a la vall de Puster
- Meinard I (+ 1139/1142), origen incert (possible fill de Meginard), esmentat com a comte de Görz el 1117, junt amb el seu germà, comte palatí de Caríntia, vogt del patriarcat d'Aquileia i de San Pere a Ístria
  - Engelbert I (+ vers 1122), també comte palatí de Baviera i Vogt de l'abadia de Millstatt a Caríntia
    - Enric I (1142–1150), comte de Görz
    - Engelbert II (1142–1191), fill de Meinard I, comte junt amb el seu germà, marcgravi d'Ístria, comte palatí de Caríntia, vogt d'Aquileia i de Millstatt
    - Meinard II el Vell (1191–1231) comte de Görz, marcgravi d'Ístria, vogt de Parenzo
      - Engelbert III (1191–1220), fill d'Engelbert II, comte junt amb el seu germà, vogt de Millstatt
      - Meinard III (1231–1258), fill d'Engelbert III, comte de Görz, marcgravi d'Ístria, vogt d'Aquileia, Trento, Vrixen i Bozen, hereta el comtat de Tirol el 1253 en casar-se amb l'hereva Adelaida de Tirol († 1279)

### Branca de Görz-Tirol (Gorízia-Tirol)
- -     -       -         - Meinard IV de Görz, II de Gorízia-Tirol i I de Caríntia (1258–1271), comte de Görz i Tirol i després de la partició comte de Tirol, també duc de Caríntia des de 1286 fins a 1295. Casat amb Elisabet de Baviera († 1273) 
          - Elisabet de Caríntia, Górz i Tirol, consort del rei d'Alemanya († 1313)
          - Otó III de Caríntia, comte de Tirol, duc de Caríntia († 1310)
          - Albert II de Tirol, († 1292), comte de Tirol
          - Lluís († 1305)
          - Enric de Tirol, Carintia i Bohemia († 1335), fill de Meinard (IV), comte de Tirol i duc de Caríntia (VIII) i marcgravia de Carniola (III) des de 1295, rei de Bohèmia i marcgravi de Moràvia 1306 i 1307-1310
            - Margarida de Tirol coneguda com a Margarida Maultasch, (1335-1363), filla d'Enric, comtessa de Tirol
              - Meinard III de Tirol (1344-1363)
- Llinatge extingit, Tirol passa a la casa d'Habsburg

### Branca de Gorízia
- -     -       -         - Albert I (1258–1304), fins a 1271 comte de Görz i Tirol conjuntament amb el seu germà Meinard IV, després comte de Görz, Pustertal i Lienz
        - Clara, casada amb Andreu III d'Hongria (1286)
        - Eufemia
          - Enric II (1304–1323) comte conjuntament amb el seu germà fins a la partició del 1307, casat amb Beatriu de Camino (filla de Gerard di Camino) i amb Beatriu de Baixa Baviera († 1360), vicari imperial a Treviso (1322) 
            - Meinard V de Gorízia (+ després de 1318), comte de Górz
            - Joan Enric IV (1323–1338), comte de Görz

          - Albert II (1304–1325), fill d'Albert I, comte conjuntament amb el seu germà casat amb Elisabet de Hessen († 1308) i amb Eufèmia de Mätsch († 1350)
            - Albert III (1338–1374) comte de Görz casat amb Caterina fill de Frederic comte de Cilli
            - Enric III (1338–1362) comte de Görz, casat amb Ziliola filla de Jacob de Carrara
            - Meinard VI (1338-1385), comte des de 1365 amb els seus germansm casat amb Caterina filla d'Ulric de Pfannenberg i després amb Utegilda filla d'Ulric de Mätsch
              - Anna, casada amb Esteve Frangipane (1352)
              - Ursula, casada amb Enric de Schaumberg (1362)
              - Elisabet esposa de Guillem de Cilli (1373)
              - Eufemia esposa de Nicolau de Segna (1370)
              - Caterina, promesa el 1361 a Leopold III d'Habsburg, casada el 1372 a Joan de Baviera-Munich
              - Joan Meinard (1385–1429) comte conjuntament amb el seu germà Enric VI, comte palatí de Caríntia i comte de Kirchberg, casat amb Magdalena filla de Frederic duc de Baviera
              - Enric VI (1385–1454), comte de Görz, de Kirchberg (a Suàbia) i comte palatí de Caríntia, conjuntament amb el seu germà Joan Meinard
                - Margarida, esposa de Joan d'Ottingen
                - Anna, esposa de Brunoro della Scala (1437)
                - Joan II (1454–1462), comte de Görz, promès a Elisabet (filla d'Ulric de Cilli)
                - Lluís (1454–1457), comte de Görz
                - Leonard (1454–1500), fill d'Enric VI, conjuntament amb els seus germans, fou el darrer del llinatge; casat amb Paula Gonzaga (1477) filla de Lluís III Gonzaga, marquès de Màntua
- Possessions a la Casa d'Habsburg, Gorízia part de l'Àustria Interior de 1564 a 1619, Lienz unificada amb Tirol